# Thomas Lurz
Thomas Peter Lurz (Wurzburgo, 28 de noviembre de 1979) es un deportista alemán que compitió en natación, en la modalidad de aguas abiertas.
Participó en tres Juegos Olímpicos de Verano, entre los años 2004 y 2012, obteniendo dos medallas, bronce en Pekín 2008 y plata en Londres 2012, en la prueba de 10 km.
Ganó veinte medallas en el Campeonato Mundial de Natación entre los años 2002 y 2013, y doce medallas en el Campeonato Europeo de Natación entre los años 2002 y 2014.

## Palmarés internacional
| Juegos Olímpicos   | Juegos Olímpicos        | Juegos Olímpicos  | Juegos Olímpicos |
| Año                | Lugar                   | Medalla           | Prueba           |
| ------------------ | ----------------------- | ----------------- | ---------------- |
| 2008               | Pekín (China)           | Medalla de bronce | 10 km            |
| 2012               | Londres (Reino Unido)   | Medalla de plata  | 10 km            |
| Campeonato Mundial |                         |                   |                  |
| Año                | Lugar                   | Medalla           | Prueba           |
| 2002               | Sharm el-Sheij (Egipto) | Medalla de bronce | 5 km             |
| 2004               | Dubái (EAU)             | Medalla de oro    | 10 km            |
| 2005               | Montreal (Canadá)       | Medalla de oro    | 5 km             |
| 2005               | Montreal (Canadá)       | Medalla de plata  | 10 km            |
| 2006               | Nápoles (Italia)        | Medalla de oro    | 5 km             |
| 2006               | Nápoles (Italia)        | Medalla de oro    | 10 km            |
| 2007               | Melbourne (Australia)   | Medalla de oro    | 5 km             |
| 2007               | Melbourne (Australia)   | Medalla de plata  | 10 km            |
| 2008               | Sevilla (España)        | Medalla de oro    | 5 km             |
| 2008               | Sevilla (España)        | Medalla de bronce | 10 km            |
| 2009               | Roma (Italia)           | Medalla de oro    | 5 km             |
| 2009               | Roma (Italia)           | Medalla de oro    | 10 km            |
| 2010               | Roberval (Canadá)       | Medalla de oro    | 5 km             |
| 2011               | Shanghái (China)        | Medalla de oro    | 5 km             |
| 2011               | Shanghái (China)        | Medalla de plata  | 10 km            |
| 2011               | Shanghái (China)        | Medalla de bronce | Equipo mixto     |
| 2013               | Barcelona (España)      | Medalla de oro    | 25 km            |
| 2013               | Barcelona (España)      | Medalla de oro    | Equipo mixto     |
| 2013               | Barcelona (España)      | Medalla de plata  | 10 km            |
| 2013               | Barcelona (España)      | Medalla de bronce | 5 km             |
| Campeonato Europeo |                         |                   |                  |
| Año                | Lugar                   | Medalla           | Prueba           |
| 2002               | Berlín (Alemania)       | Medalla de plata  | 5 km             |
| 2006               | Budapest (Hungría)      | Medalla de oro    | 5 km             |
| 2006               | Budapest (Hungría)      | Medalla de oro    | 10 km            |
| 2008               | Dubrovnik (Croacia)     | Medalla de oro    | 10 km            |
| 2008               | Dubrovnik (Croacia)     | Medalla de bronce | 5 km             |
| 2008               | Dubrovnik (Croacia)     | Medalla de bronce | Equipo mixto     |
| 2010               | Budapest (Hungría)      | Medalla de oro    | 10 km            |
| 2011               | Eilat (Israel)          | Medalla de oro    | 10 km            |
| 2012               | Piombino (Italia)       | Medalla de bronce | Equipo mixto     |
| 2014               | Berlín (Alemania)       | Medalla de plata  | 10 km            |
| 2014               | Berlín (Alemania)       | Medalla de bronce | 5 km             |
| 2014               | Berlín (Alemania)       | Medalla de bronce | Equipo mixto     |